# Rhodostrophia tibetaria
Rhodostrophia tibetaria är en fjärilsart som beskrevs av Otto Staudinger 1896. Rhodostrophia tibetaria ingår i släktet Rhodostrophia och familjen mätare. Inga underarter finns listade.